# María Aurora Armienta Hernández
María Aurora Armienta Hernández (Culiacán, Sinaloa, 20 de septiembre de 1952), científica mexicana, académica e investigadora. Recibió la medalla Gabino Barreda y el reconocimiento Sor Juana Ramírez Asbaje que entrega la Universidad Nacional Autónoma de México (UNAM), así como mención honorífica dentro del premio nacional de protección civil en 2019 como integrante del comité científico asesor del Centro Nacional de Prevención de Desastres (CENAPRED).

## Trayectoria
María Aurora Armienta es egresada de Ingeniería Química en la Universidad Autónoma de Sinaloa, estudió la maestría en Ciencias, en donde obtuvo la medalla Gabino Barreda que otorga la UNAM por su desempeño académico en 1989. Es doctora en Geofísica por la UNAM. 
Desde 1998 realiza estudio y monitoreo de la actividad de Volcanes en colaboración con el CENAPRED. Es Integrante de la Academia Mexicana de Ciencias y fue fundadora y presidenta del Instituto Nacional de Geoquímica INAGEQ.
A nivel internacional forma parte de la red del CYTED para contribuir a resolver la problemática del arsénico como contaminante en Iberoamérica. Miembro del Comité Ejecutivo (Vice-Chair for Geosciences) de la International Medical Geology Association También es  “Delegate at large” de la Association for Women Geoscientists. En 2017 fue electa Presidenta del Colegio de Sinaloa. 

## Líneas de investigación
Su línea de estudio de aguas en México le ha permitido contribuir a la identificación de fuentes naturales y antropogénicas de arsénico y metales tóxicos en aguas subterráneas. Esto también ha resuelto problemas de contaminación, logrando avances en remediación para tener agua limpia. 
Las aportaciones de sus investigaciones han identificado las variaciones en la composición química de aguas subterráneas y de cenizas volcánicas relacionadas con el aumento en la actividad eruptiva de volcanes mexicanos. 

## Participación en el Monitoreo Geoquímico del Popocatépetl
María Aurora Armienta desde hace más de 25 años es integrante del Comité Científico Asesor del volcán Popocatépetl. Su participación ha logrado identificar precursores geoquímicos de las erupciones, y proporcionado información valiosa que ha sido utilizada para la reducción del riesgo volcánico. 
Ha desarrollado una labor similar para la vigilancia basada en parámetros químicos de los volcanes Colima, Tacaná, Chichón y Pico de Orizaba de monitoreo geoquímico del volcán Popocatépetl.
Por estos trabajos de monitoreo Geoquímico de cenizas volcánicas se le reconoce como protectora de la población, ya que a partir de la caída de ceniza puede determinar el grado de peligrosidad para los asentamientos humanos colindantes. 
Su estudio en estas iniciativas le ha permitido realizar ejercicios de Inter-calibración con laboratorios de Nueva Zelanda, Reino Unido, Bélgica y Estados Unidos.
En 2019 dentro del premio Nacional de Protección Civil que otorga el Gobierno de México María Aurora Armienta recibió mención honorífica como integrante del comité científico asesor del CENAPRED. 